# Міхаліс Хрісохоїдіс
Міха́ліс Хрісохої́діс (грец. Μιχάλης Χρυσοχοΐδης, 31 жовтня 1955, Верія) — грецький політик, колишній міністр економіки та конкурентоспроможності Греції та міністр захисту громадян Греції.

## Біографія
Міхаліс Хрісохоїдіс народився у Верії 1955 року. Вивчав право в Університеті Арістотеля в Салоніках. Міхаліс Хрісохоїдіс одружений і має двох синів і дочку.
Членом ПАСОК став 1974 року, впродовж тривалого часу був секретарем комітету ПАСОК у префектурі Іматія. З 1981 року почав займатися юридичною практикою у Верії. Між 1987–1989 роками обіймав посаду номарха Кардиці.
У червні 1989 року вперше обраний членом Грецького парламенту від Іматії за списками партії ПАСОК. 24 вересня 1990 року на 2-му конгресі ПАСОК обраний членом Центрального Комітету партії. 1995 року став членом бюро Соціалістичної партії. 3 липня 2003 року обраний секретарем Центрального Комітету ПАСОК, на цій посаді залишався до березня 2005 року.
Крім того на з середини 1990-х років перебував на урядовій службі: міністр торгівлі (1994—1996), секретар розвитку (1996—1999), міністр громадського порядку (1999—2003) і міністр захисту громадян (2009—2010). За період його перебування на посаді силових відомств у Греції були викриті дві великі терористичні організації: 2002 року — Революційна організація 17 листопада і Революційна боротьба — 2010 року.
Після відставки Йоргоса Папандреу та формування коаліційного уряду на чолі із Лукасом Пападімосом Міхаліс Хрісохоїдіс зберіг пост міністра. Однак 7 березня 2012 року замінений на посаді міністра економіки Анною Діамантопулу і призначений міністром захисту громадян Греції.